# Bandera de Pontevedra

Bandera de la ciudad de Pontevedra.

La Bandera de Pontevedra es uno de los símbolos de la ciudad de Pontevedra (España).

## Historia
La bandera de Pontevedra tiene su origen en una Real Orden emitida el 30 de julio de 1845, firmada en Madrid por Ramón Romay, Capitán General de la Armada. Esta orden asignó una bandera o contraseña a cada provincia marítima. Los primeros en izar esta bandera fueron los barcos de la provincia marítima de Pontevedra, adoptándola como símbolo distintivo del puerto. La bandera se caracteriza por un diábolo azul sobre fondo blanco. Con el tiempo, este diseño se convirtió en la bandera municipal, a la cual se le añadió el escudo de la ciudad en el centro.

## Descripción
La bandera está formada por un diábolo azul, sobre fondo blanco y en el medio lleva el escudo de la ciudad. La bandera se puede ver en todos los edificios dependientes de la administración municipal de la ciudad.